# Ludovico Mantegna
Ludovico Mantegna, chiamato anche Lodovico (Mantova, 1460/1470 – Mantova, 1510), è stato un pittore italiano legato alla Scuola di Mantova ed attivo soprattutto nella sua città natale.

## Biografia
Ludovico Mantegna era il primo figlio di Andrea Mantegna e fratello di Francesco Mantegna. Entrambi furono pittori e allievi del loro padre. Nel 1506, dopo la morte del padre, Lodovico fece un inventario delle opere rimaste nello studio e, in particolare, parlò di un Cristo dipinto in un guscio di noce, ch'egli poteva aver previsto per il suo funerale. Per questo motivo il dipinto fu esposto alla testa della sua bara durante il suo funerale assieme alla Sacra Famiglia e la famiglia del Battista e al Battesimo di Cristo.
Ricoprì la carica di vicario dei Gonzaga a Cavriana.
Sposò Lebera Montagna.